# 贵州未识别民族
贵州省有数十个未识别民族群体。
- 蔡家人
- 穿兰人：超过30万人，被分为汉族，安顺市；可能也说布依语和苗语
- 穿青人：50–100万人，被分为汉族, 主要在织金和纳雍，大方、水城、关岭、清镇、普定、六枝亦有分布；存在非汉语借词
- 里民：5–10万人，被分为彝族，有时是黎族，贵州西部六枝、关岭、普安、兴仁、镇宁和安龙等县市；大多人改说西南官话，少数人仍说里民语。在晴隆县也有分布（《晴隆县志》 1993）。王献军 （2011）调查了关岭县坡贡镇凡化村的里民人村庄。[4]
- 六甲人 ：4千人（1999），被分为汉族，从江县。侯井榕 （2009）认为六甲话是粤语方言。[5]六甲话在广西分布在三江县（古宜、周坪和程村）和融水县（大浪镇和大年乡）。
- 龙家人
- 卢人：3–6千人，被分为满族，大方、黔西（金坡乡附源村）、毕节、金沙县安洛。[6]卢人现在说西南官话。黔西市满族（截至1990年916人）也被称为禄额子、禄人和原人，分布在黄泥乡沙厂区、嘎木乡大水以及沙厂镇。[7]次级分类有白卢人和黑卢人。[8]
- 南京人：12万人，被分为白族，贵州西部毕节、大方（沙沟村和东丰村[9]）、六盘水、黔西、威宁、金沙、纳雍、安顺、清镇、织金等县；有些人操龙家话。钟山区二塘乡有2,262名南京人，六盘水市共有2,936人；历史名称包括龙家子/龙架子和龙格兜。[10]黔西市的内名是写南，大方县的则是写京（《镇雄县志》 1987:447）。安顺县西秀区南京人也被叫做应天。[11]云南镇雄县的内名是阿乌浦和阿乌堵（尤伟琼 2013:134）。[12]
- 七姓民
- 神州：4千人（1999），被分为汉族，安顺市；存在非汉语借词
- 屯堡人：安顺县古汉语方言后代的使用者。[13]龙异腾等的研究（2011）[14]研究了安顺市大西桥镇九溪村的屯堡方言。

| Group          | 人口   | 官方分类 | 分布                                     |
| -------------- | ------ | -------- | ---------------------------------------- |
| 六甲人         | 152    | 汉       | 榕江                                     |
| 辰州人         | -      | 汉       | 平塘                                     |
| 南京人         | 61,171 | 汉       | 毕节、安顺、六盘水                       |
| 喇叭人         | 6万+   | 苗       | 晴隆、普安、六枝、水城、盘县、龙里       |
| 西家人         | 9千+   | 苗       | 凯里、都匀、麻江                         |
| 莫家人         | 17,017 | 布依     | 独山、荔波县交界                         |
| 七姓民         | 7,589  | 白       | 水城、威宁、赫章                         |
| 长袍瑶、油迈人 | 300+   | 瑶       | 荔波、望谟                               |
| 卢人           | 7,747  | 满       | 黔西、金沙、大方等县交界                 |
| 羿人           | 1,015  | 仡佬     | 毕节                                     |
| 下路司、刁人   | 984    | 侗       | 从江                                     |
| 三撬人         | 2,374  | 苗/侗    | 黎平                                     |
| 里民           | 7万    | 彝       | 晴隆、关岭、镇宁、水城                   |
| 木佬人         | 2.8万  | 仫佬     | 麻江、都匀、福泉、瓮安                   |
| 佯僙人         | 4万    | 毛南     | 平塘、独山、惠水、罗甸                   |
| 绕家人         | 9千+   | 瑶       | 麻江、都匀                               |
| 东家人         | 4万+   | 畲       | 麻江、凯里、都匀、福泉                   |
| 龙家人         | 1万+   | 白       | 毕节、安顺、六盘水                       |
| 𱎼家人         | 4万    |          | 黄平、凯里、关岭、施秉                   |
| 蔡家人         | 2万    |          | 黔西、毕节、纳雍、赫章、织金、水城、六枝 |
| 穿青人         | 60万+  | 汉       | 毕节、安顺、六盘水                       |